# Leichtathletik-Europameisterschaften 1962/1500 m der Männer

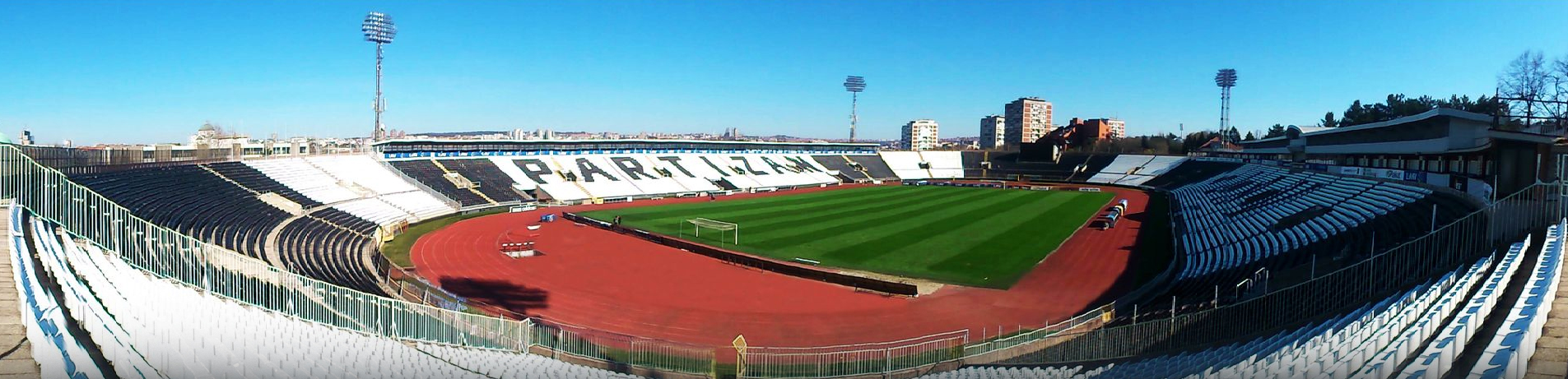
Panoramablick auf das Partizan-Stadion 2014 – 52 Jahre
nach den dortigen Europameisterschaften

Der 1500-Meter-Lauf der Männer bei den Leichtathletik-Europameisterschaften 1962 wurde am 14. und 16. September 1962 im Belgrader Partizan-Stadion ausgetragen.
Europameister wurde der französische Olympiazweite von 1960 Michel Jazy. Auf den zweiten Platz kam der Pole Witold Baran. Bronze gewann der Tschechoslowake Tomáš Salinger.

## Bestehende Rekorde
| Weltrekord   | 3:35,6 min | Herb Elliott        | OS Rom, Italien                  | 2. September 1960 |
| Europarekord | 3:38,1 min | Stanislav Jungwirth | Stará Boleslav, Tschechoslowakei | 12. Juli 1957     |
| EM-Rekord    | 3:40,8 min | Olavi Vuorisalo     | Vorlauf EM Stockholm, Schweden   | 22. August 1958   |

Der bestehende Meisterschaftsrekord wurde bei diesen Europameisterschaften nicht eingestellt und nicht verbessert. Im schnellsten Rennen, dem Finale, verpasste der französische Europameister Michel Jazy den Rekord mit seinen 3:40,9 min allerdings nur um eine Zehntelsekunde. Zum Europarekord fehlten ihm 2,8 Sekunden, zum Weltrekord 5,3 Sekunden.

## Vorrunde
14. September 1962, 19.10 Uhr
Die Vorrunde wurde in drei Läufen durchgeführt. Die ersten drei Athleten pro Lauf – hellblau unterlegt – qualifizierten sich für das Finale.

### Vorlauf 1
| Platz | Name                 | Nation         | Zeit (min) |
| ----- | -------------------- | -------------- | ---------- |
| 1     | Heinz Böthling       | Deutschland    | 3:47,4     |
| 2     | Henk Snepvangers     | Niederlande    | 3:47,5     |
| 3     | Mike Berisford       | Großbritannien | 3:47,6     |
| 4     | Iwan Belizki         | Sowjetunion    | 3:48,3     |
| 5     | Manuel de Oliveira   | Portugal       | 3:48,8     |
| 6     | Georgios Mesimertzis | Griechenland   | 3:51,8     |
| DNS   | Joseph Lambrechts    | Belgien        |            |

### Vorlauf 2

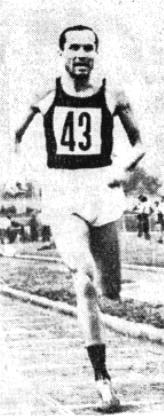
Wie schon vier Jahre zuvor schied Simo Važić im Vorlauf aus

| Platz | Name              | Nation         | Zeit (min) |
| ----- | ----------------- | -------------- | ---------- |
| 1     | Witold Baran      | Polen          | 3:44,1     |
| 2     | Wassili Sawinkow  | Sowjetunion    | 3:44,4     |
| 3     | Werner Krause     | Deutschland    | 3:44,8     |
| 4     | Simo Važić        | Jugoslawien    | 3:45,5     |
| 5     | György Kiss       | Ungarn         | 3:45,7     |
| 6     | Jean Clausse      | Frankreich     | 3:46,4     |
| 7     | Muharrem Dalkılıç | Türkei         | 3:46,8     |
| 8     | William Cornell   | Großbritannien | 3:49,9     |
| 9     | Hugo Walser       | Liechtenstein  | 4:01,8     |

### Vorlauf 3
| Platz | Name           | Nation           | Zeit (min) |
| ----- | -------------- | ---------------- | ---------- |
| 1     | Michel Jazy    | Frankreich       | 3:47,4     |
| 2     | Harald Norpoth | Deutschland      | 3:48,0     |
| 3     | Tomáš Salinger | Tschechoslowakei | 3:48,0     |
| 4     | Peter Parsch   | Ungarn           | 3:48,4     |
| 5     | Stan Taylor    | Großbritannien   | 3:49,9     |
| 6     | Rudolf Klaban  | Österreich       | 3:50,0     |
| 7     | Tomás Barris   | Spanien          | 3:50,0     |
| 8     | Alfredo Rizzo  | Italien          | 4:00,3     |

## Finale

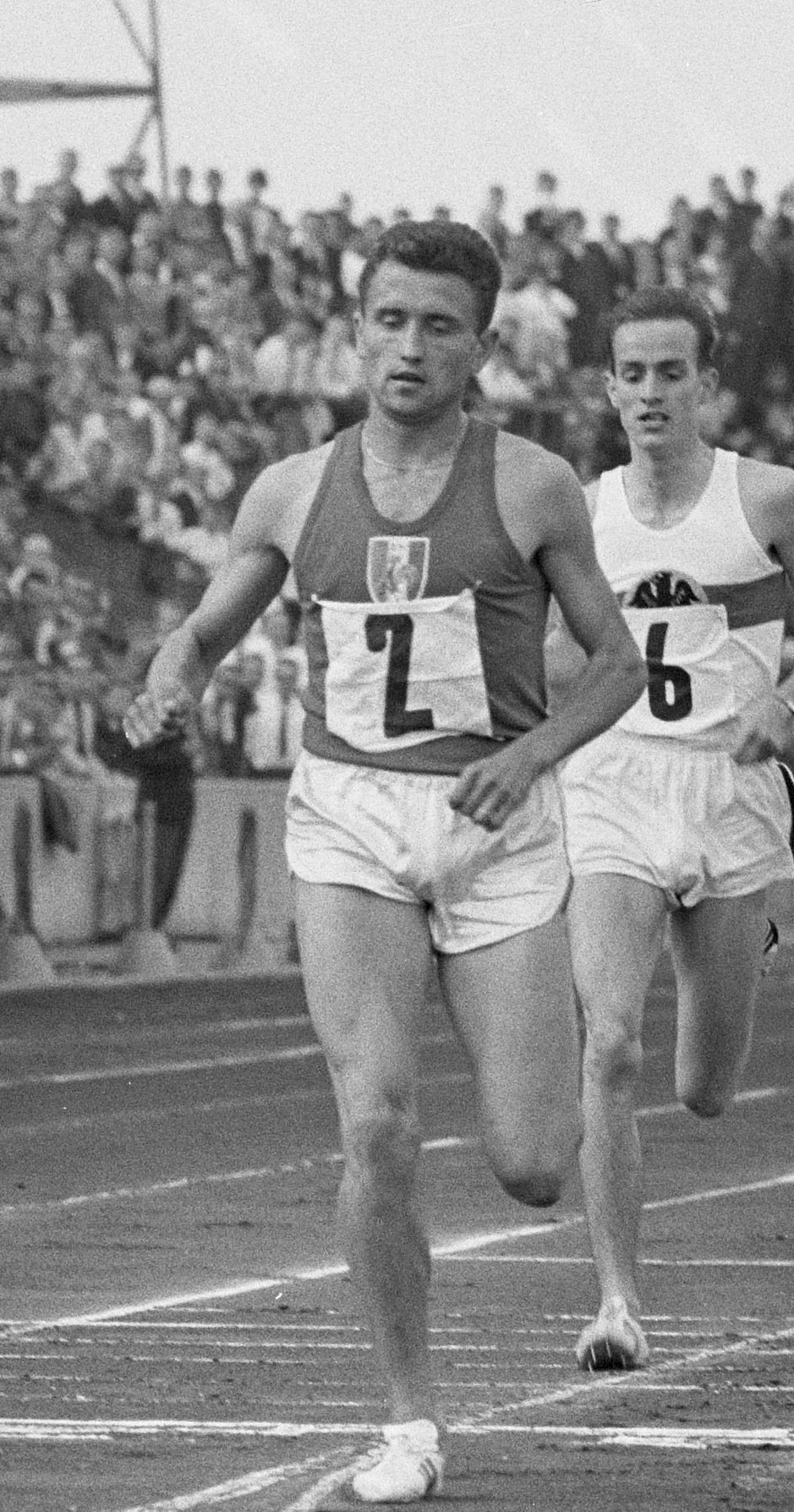
Europameister Michel Jazy (links, im Jahr 1963 vor Harald Norpoth) gewann seinen ersten großen Titel
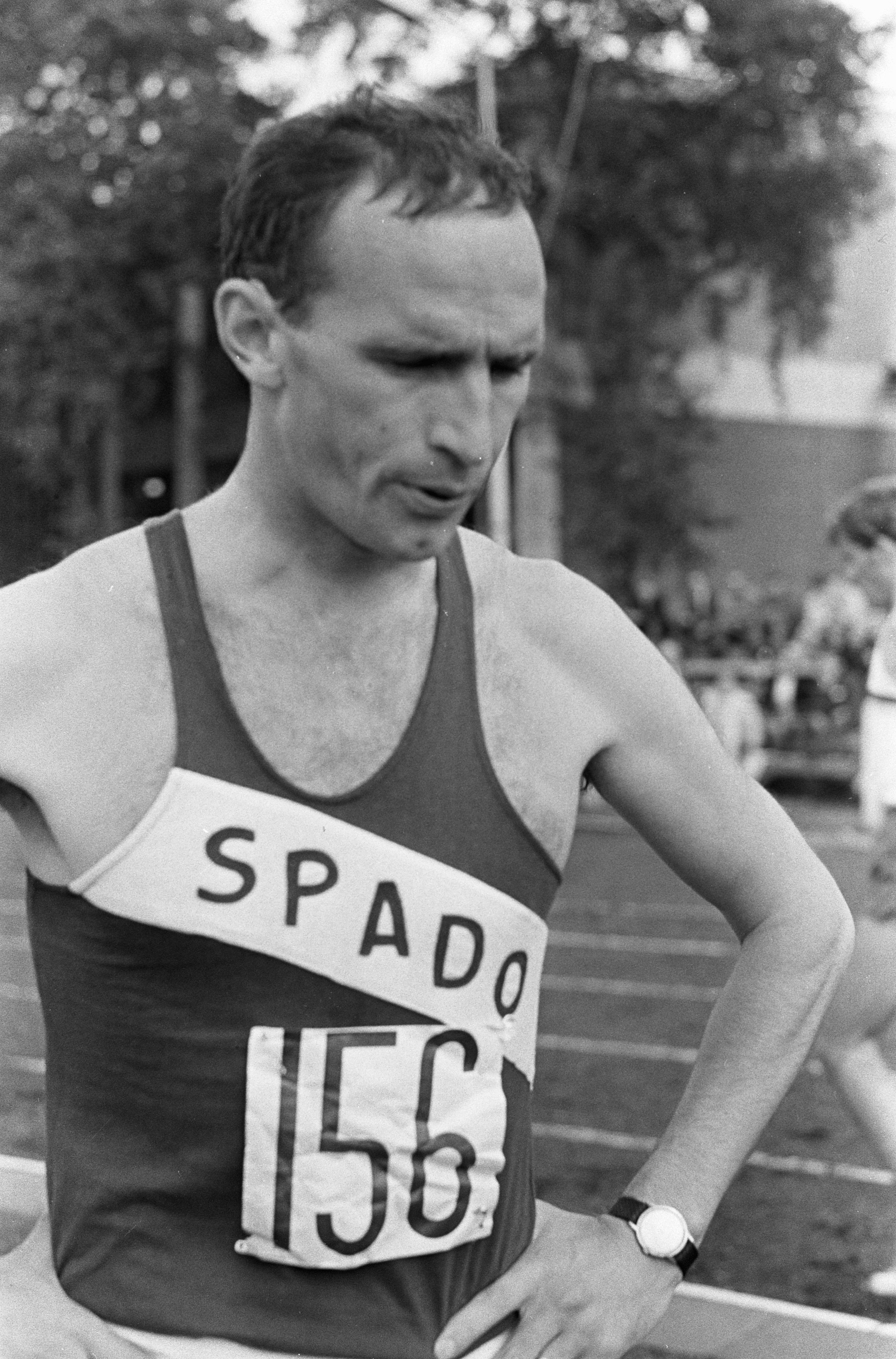
Henk Snepvangers kam auf den siebten Platz

16. September 1962, 19.15 Uhr
| Platz | Name             | Nation           | Zeit (min) |
| ----- | ---------------- | ---------------- | ---------- |
| 1     | Michel Jazy      | Frankreich       | 3:40,9     |
| 2     | Witold Baran     | Polen            | 3:42,1     |
| 3     | Tomáš Salinger   | Tschechoslowakei | 3:42,2     |
| 4     | Heinz Böthling   | Deutschland      | 3:42,7     |
| 5     | Werner Krause    | Deutschland      | 3:43,8     |
| 6     | Wassili Sawinkow | Sowjetunion      | 3:44,2     |
| 7     | Henk Snepvangers | Niederlande      | 3:44,8     |
| 8     | Mike Berisford   | Großbritannien   | 3:45,2     |
| DNF   | Harald Norpoth   | Deutschland      |            |